# 田中靖政
田中 靖政（たなか やすまさ、1931年11月28日 - 2006年8月17日）は、日本の社会心理学者。学習院大学名誉教授。

## 来歴
東京出身。学習院大学卒。1963年、米国イリノイ大学大学院コミュニケーション研究科博士課程を修了して Ph.D. を取得。同年、学習院大学助教授。1967年、米国ペンシルベニア大学客員教授およびカナダのサスカチュワン大学客員教授 (1968年まで)。
1968年学習院大法学部教授。1972年「コミュニケーションの科学」で関西学院大学文学博士。2002年定年、名誉教授。核問題の社会学的研究を行い、原子力安全委員会専門委員、日本原子力産業会議理事。

## 著書
- 『記号行動論 - 意味の科学 (情報科学講座 C12・3)』共立出版、1967
- 『行動科学 情報時代の人間科学』筑摩書房 筑摩総合大学、1969
- 『コミュニケーションの科学』日本評論社、1969
- 『現代日本人の意識 行動科学的調査と分析』中公新書、1971
- 『知識社会の構想』中公新書、1975
- 『原子力の社会学』電力新報社 現代エネルギー選書、1982
- 『チェルノブイリシンドローム 原子力の社会学part 2』電力新報社、1989

共著
- 『テレビ政見放送の選挙に与える影響』白鳥令共著 国民政治研究会 政治とテレビ研究シリーズ 、1970

### 翻訳
- チャールス・オスグッド『戦争と平和の心理学』南博共訳　岩波書店、1968
- アイヴァン・スタイナー,マーチン・フィッシュバイン編『現代アメリカ社会心理学』編訳、日本評論社、1970

## 論文
- "A cross-cultural study of national stereotypes held by American and Japanese college graduate subjects". Japanese Psychological Research, Vol.4 (1962)
- 「意味の測定と情緒的意味体系に関する諸研究」『心理学評論』第8巻1・2号 (1964)
- 「SD法を用いた国家間対物認知測定の比較文化研究」『年報社会心理学』第6号 (1965)
- 「Behavioral Differential法を用いた社会的態度の行動要素の分析」『心理学研究』第37巻2号 (1966)
- 「核兵器に対する『戦後っ子』の態度分析に関する一試論」『年報社会心理学』第8号 (1967)
- 「新聞の第三次元 - 権利・義務・能力」『マスコミ文化』第10号 (1972)
- 「国際化と日本 - 社会心理学的一試論」『年報社会心理学』第13号 (1972)
- "Toward a multi-level, multi-stage model of modernization: A cross-caltural social-psychological approach". A paper presented at a symposium at the XXth International Congress of Psychology, Tokyo (1972)
- 「コミュニケーション・ギャップ - 社会心理学的一試論」『年報社会心理学』第15号 (1974)
- 「現代日本人の主体文化」『講座現代の心理学 8. 文化と人間』小学館 (1982)

## 参考
- コトバンク